# La strana legge del dott. Menga
La strana legge del dott. Menga (No desearás la mujer del vecino) è un film del 1971 diretto da Fernando Merino.
In Italia il film è uscito nel 1972. Si tratta di un film nel filone del landismo (dal nome dell'attore spagnolo Alfredo Landa, che ne ha interpretati numerosi), dove venivano rappresentati personaggi di uomini spagnoli sessualmente repressi, machisti e spesso omofobi.

## Trama
Due pubblicitari, Pietro e Mario, sono così presi dal loro lavoro da trascurare le mogli, Susanna e Ines.
Le due donne si accordano per cercare di riconquistare i mariti. Susanna, che desidera un figlio, organizza una cena, ma è lei stessa a rovinare l'atmosfera guardando insistentemente la televisione. Ines prova a sedurre Mario con uno spettacolo da soubrette, ma la cosa spinge l'uomo a nuove idee per una pubblicità.
Le due donne allora cercano di tradire i mariti, ma senza miglior fortuna: Ines incappa in un pugile troppo preso dagli allenamenti, Susanna in un teorico dell'amore platonico.
Alla fine, dopo varie peripezie, Mario e Pietro si renderanno conto del rischio corso di perdere le compagne.